# تاگیگ
تاگیگ (به لاتین: Taguig) یک منطقهٔ مسکونی در فیلیپین است که در کلانشهر مانیل واقع شده‌است. تاگیگ ۴۵٫۱۸ کیلومتر مربع مساحت دارد ۱۶٫۰ متر بالاتر از سطح دریا واقع شده‌است.